# Kanadas herrlandslag i bandy

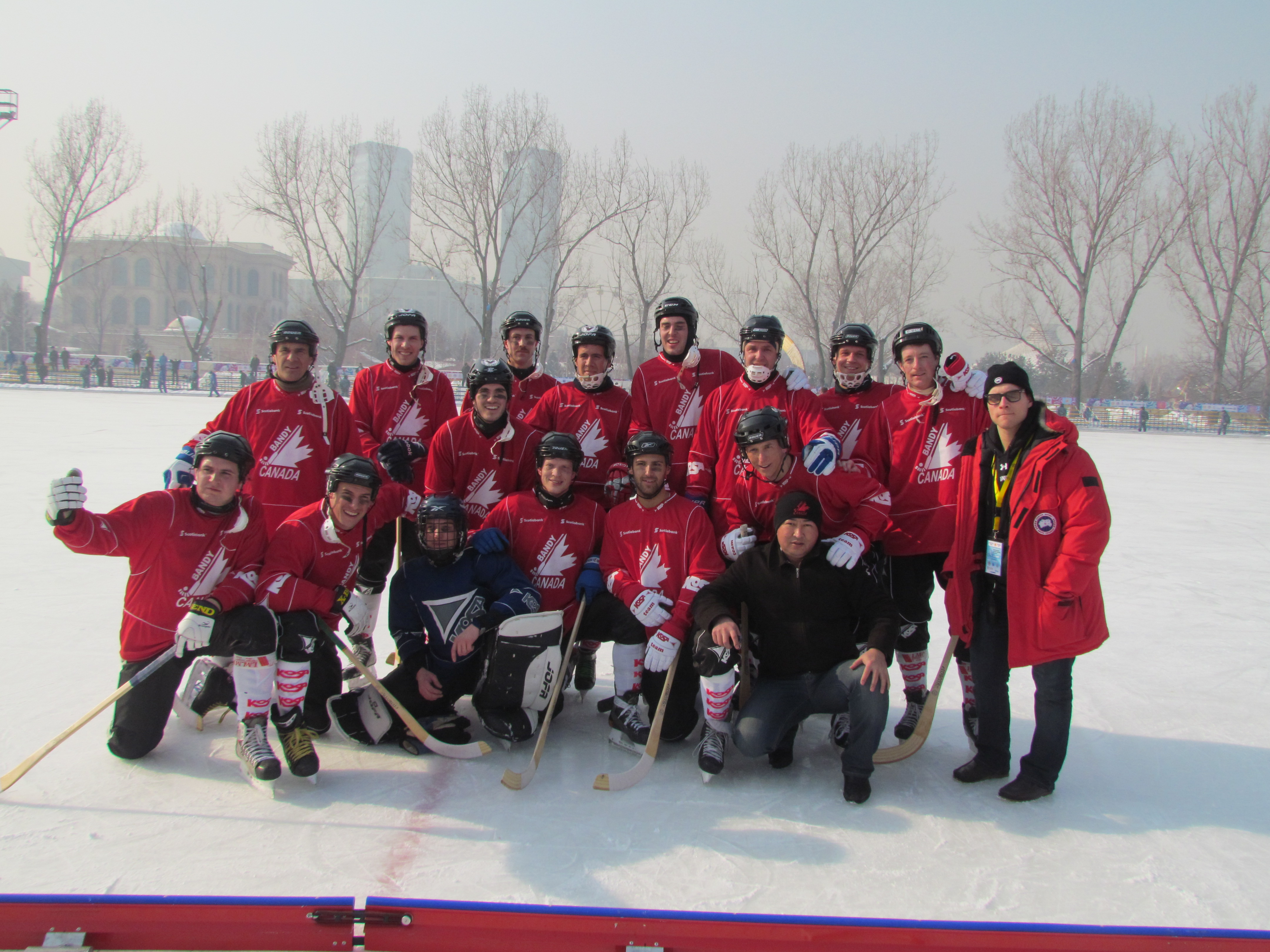
Kanadas landslag vid världsmästerskapet 2012 i Kazakstan.

Kanadas herrlandslag i bandy (engelska: Canada men's national bandy team) representerar Kanada i bandy på herrsidan. Världsmästerskapsdebuten kom 1991 i Finland.
Den 26 oktober 1987 spelade laget mot Hammarby IF vid en uppvisningsmatch i Ljusdal, och förlorade med 0-12.
Kanada har ofta tampats med USA om vem som är bäst i Nordamerika, men i världsmästerskap har hittills ännu USA alltid vunnit (efter världsmästerskapet 2010) i Ryssland.
Vid världsmästerskapet 2005 i Kazan förlorade de mot Vitryssland i B-finalen.
Vid världsmästerskapet 2010 i Ryssland vann Kanada B-turneringen, men förlorade kvalmatchen mot USA med 6-9, och fick återigen spela i B-turneringen i Kazan i världsmästerskapet 2011.  I denna turnering använde Kanada fyra professionella klubblagsspelare verksamma i Sverige.
Kanada har även, liksom USA, deltagit i Can-Am Bandy Cup.

## VM 2017
Truppen till Bandy-VM i Trollhättan 2017(det är B-VM så det är gruppen under VM, vinnaren av B-VM går upp till "A-VM"
- Förbundskapten:  Costa Cholakis

| Målvakter |

| Pos. | Ålder | Namn          | Klubb    |
| ---- | ----- | ------------- | -------- |
| Mv   |       | Justin Gortis | Winnipeg |
| Mv   |       | Brian Bell    | Winnipeg |

| Utespelare |

| Pos. | Ålder             | Namn             | Klubb    |
| ---- | ----------------- | ---------------- | -------- |
| F    | 2000 (24–25 år)   | Keenan Stewart   | Winnipeg |
| Mf   | 4 juli 1986       | Jeff Krul        | Winnipeg |
| Mf   | 3 juli 1992       | Ryan Gilmour     | Winnipeg |
| A    | 15 augusti 1988   | Kevin Marchuk    | Winnipeg |
| A    | 24 augusti 1988   | Colin Hekle      | Winnipeg |
| Mf   | 10 juni 1980      | Brett Gavrailoff | Winnipeg |
| Mf   | 5 mars 1990       | John Murray      | Winnipeg |
| Mf   | 28 juli 1988      | Drew Ellement    | Winnipeg |
| A    | 12 september 1979 | Nick Mazurak     | Winnipeg |
| Mf   | 14 september 1988 | Curtis Krul      | Winnipeg |
| A    | 3 december 1988   | Brandon Ellement | Winnipeg |
| Mf   | 19 juli 1993      | Riley Court      | Winnipeg |
| F    | 1 augusti 1988    | Chris Karasewich | Winnipeg |
| F    | 26 januari 1967   | Costa Cholakis   | Winnipeg |
| F    | 19 maj 1980       | Brend Buydens    | Winnipeg |
| Mf   | 15 februari 1988  | Mike Lintick     | Winnipeg |

### Fotnoter
1. ↑  ”1987”. Hammarby IF:s historia. 26 oktober 1987. http://www.hifhistoria.se/Historia/1987.html. Läst 30 augusti 2011.
2. ↑  Prest, Ashley (5 februari 2005). ”Canada's bandy team wins silver” (på engelska). Winnipeg Free Press (FP Canadian Newspapers). Arkiverad från originalet den 15 oktober 2007. https://web.archive.org/web/20071015080142/http://www.canadabandy.ca/pdfs/Canda_wins_silver.pdf. Läst 30 oktober 2010.
3. ↑  ”Arkiverade kopian”. Arkiverad från originalet den 21 juni 2008. https://web.archive.org/web/20080621100553/http://www.canadabandy.ca/pages/home.php. Läst 16 oktober 2008.
4. ↑  Prest, Ashley (26 januari 2010). ”Bandy's dandy, and travelling the world is OK, too”. Winnipeg Free Press. http://www.winnipegfreepress.com/sports/amateur/bandys-dandy-and-travelling-globe-is-ok-too-82678672.html. Läst 5 november 2010.
5. ↑  Truppen till B-VM 2017 Arkiverad 20 februari 2014 hämtat från the Wayback Machine.